# Bulbine triebneri
Bulbine triebneri är en grästrädsväxtart som beskrevs av Moritz Kurt Dinter. Bulbine triebneri ingår i släktet bulbiner, och familjen grästrädsväxter. Inga underarter finns listade i Catalogue of Life.